# Хакасские языки
Хакасские (киргизские) языки — группа восточнотюркских языков, предположительно сложившихся на основе древнекиргизского (енисейско-киргизского) языка.

## Состав
Сформировавшиеся предположительно на основе древнекыргызского сарыг-югурский, фуюйско-киргизский, литературные хакасский и шорский и хакасские алтайские идиомы, представляющие собой взаимопонятные диалекты (максимально обособлен сарыг-югурский).

### Древнекиргизский язык
Древнекиргизский язык первоначально был близкородственным орхоно-енисейскому, являясь, как и орхоно-уйгурский, его диалектом, получившим самостоятельное развитие. Предположительно на позднем этапе произошло изменение -d- > -z-. По признаку -z- хакасская группа именуется также группой -z- или azaq.

### Современные языки

#### Сарыг-югурский язык
Варианты названия: юйгу (от китайского наименования уйгуров), сары-югурский, язык желтых уйгуров; соседствующие с сарыг-югурами говорящие на языке монгольской семьи шира-югуры называют их хара-йогурами. 
Проживают в районе Минхуа волости Лянхуа и Минхай Китайской Народной Республики.
Сарыг-югурский язык официально считается бесписьменным (вероятно, используется на практике китайская письменность), в прошлом предположительно использовалось староуйгурское письмо. Противопоставляются сильные и слабые согласные, придыхание соответствует фарингализации в саянском ареале.
Современный облик сложился в XI-XIX вв. в результате контакта с кыпчакскими (наличествуют ногайские переходы š > s, č > š), монгольским, китайским и тибетскими языками.
По переходу š > s, č > š сарыг-югурский язык сближается с мелетским говором среднечулымского диалекта хакасско-алтайского ареала (и с некоторыми ногайско-кыпчакскими идиомами), со сложными принципами распределения (например, tas, но baš < bašč!).
В начальной позиции употребляется j- или взрывной звук d'-.

#### Фуюйско-киргизский язык
Самоназвание: кыргыз. Проживают в провинции Хэйлунцзян Китайской Народной Республики, уезд Фуюй, а также Хайлар. В Хэйлунцзяне поселились во II половине XVII века.
Язык бесписьменный (латинская письменность в разработке). Отражает особенности языка енисейских киргизов XVI-XVII вв. Противопоставляются сильные и слабые согласные. Как и в сарыг-югурском, есть нечто вроде саянской фарингализации. Начальный звук j- может отражаться как n- (мягкий?). Традиционно считается ближайшим родственником хакасского языка, трактуется как продолжение качинского или сагайского диалекта, по другим сведениям этот язык может быть ближайшим родственником прежде всего сарыг-югурского.

#### Хакасско-алтайскиедиалекты
Выделяются свистящие и шипящие диалекты. 
Свистящие диалекты: 
- сагайско-бельтирский (сагайский и бельтирский говоры различаются слабо) — Аскизский и Таштыпский районы Хакасии.

Для сагайско-бельтирской зоны характерно совпадение: š > s/z, č > š > s/z (интервокально, начальное j > č обычно сохраняется). 
Шипящие диалекты: 
- мелетский (причисляется к среднечулымским) — пос. Пасечное Тюхтетского района Красноярского края;
- качинский (качинско-койбальский) — Усть-Абаканский, Алтайский и Ширинский районы Хакасии и камасинский (кангаласский) — верховья рек Маны и Кана Красноярского края;
- шорский — Северный Алтай (Кузнецкий Алатау), реки Кондома, Мрассу, Томь; Таштыпский район Хакасии, Кемеровская область, Республика Алтай;
- кызыльский — Ширинский и Орджоникидзевский районы Хакасии (реки Черный и Белый Июс), Ужурский и Шарыповский районы Красноярского края и среднечулымский (разделяется на среднечулымский (тутальский) и верхнечулымский диалекты) — река Чулым; Томская область, Красноярский край.

При классификации в состав хакасского языка включаются сагайско-бельтирский, качинский (в том числе камасинский), кызыльский диалекты и шорский диалект в Таштыпском районе Хакасии, под собственно шорским понимается шорский диалект в Кемеровской области и Республике Алтай; мелетский и среднечулымский диалекты включены в состав чулымского. 
В мелетском диалекте изменение ногайского типа š > s, č (в том числе из j) > š. В остальных диалектах шипящие сохраняются или свободно чередуются со свистящими.
Изменение q > x отмечается в диалектах хакасского языка, за исключением качинского. В качинском же диалекте хакасского языка сохраняется начальное b-.
Литературная форма хакасского языка создана на основе сагайско-бельтирского и качинского диалектов, литературная форма шорского на основе шорского диалекта Северного Алтая. Письменность для хакасского языка известна с 1924 года, письменность для шорского с 1927 года, но первый букварь для шорского был издан миссионерами еще в 1885 году. 
Чулымский язык письменности и литературной нормы не имеет, но выделяются так называемые наиболее существенные говоры следующих деревень: Туталы, Новой деревни, Тызырачева, Пуштакова и др.

## Основания для выделения в самостоятельную группу
Хакасские (киргизские) языки характеризуются следующими признаками:
- рефлексация пратюркского интервокального и конечного пратюркского -d- в виде -z-;
- распространение озвончения интервокальных согласных на спиранты -s- и -š- (по такому признаку они объединяются с южноалтайским, северноалтайскими и саянскими), за исключением сарыг-югурского (-s-, -š- > -s-);
- отсутствие шумных звонких начальных согласных, за исключением сарыг-югурского и фуюйско-кыргызского, а также качинского и некоторых других;
- сохранение в большинстве случаев проточного и взрывного -g.

### Северноалтайские и киргизско-кыпчакские языки
К хакасским традиционно относятся также северноалтайские и южноалтайские диалекты и киргизский язык. Недостоверно ввиду рефлексации -d- как -j-. Сходство в лексике и фонетике может быть следствием длительных контактов.